# Juta (növény)

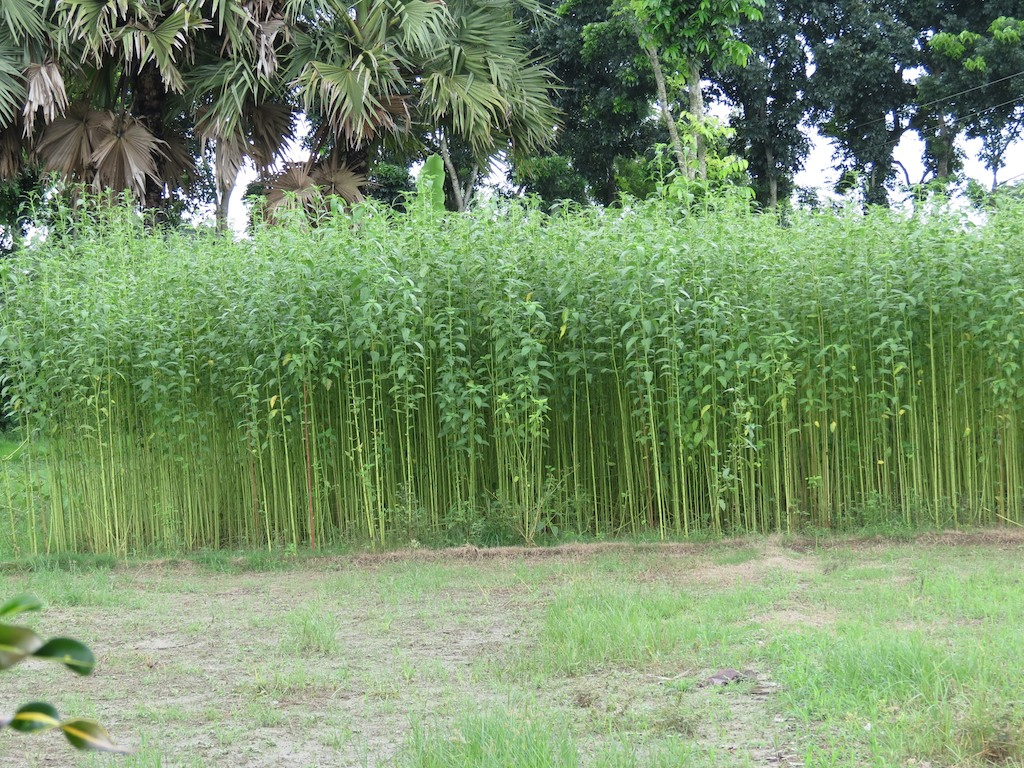
Juta

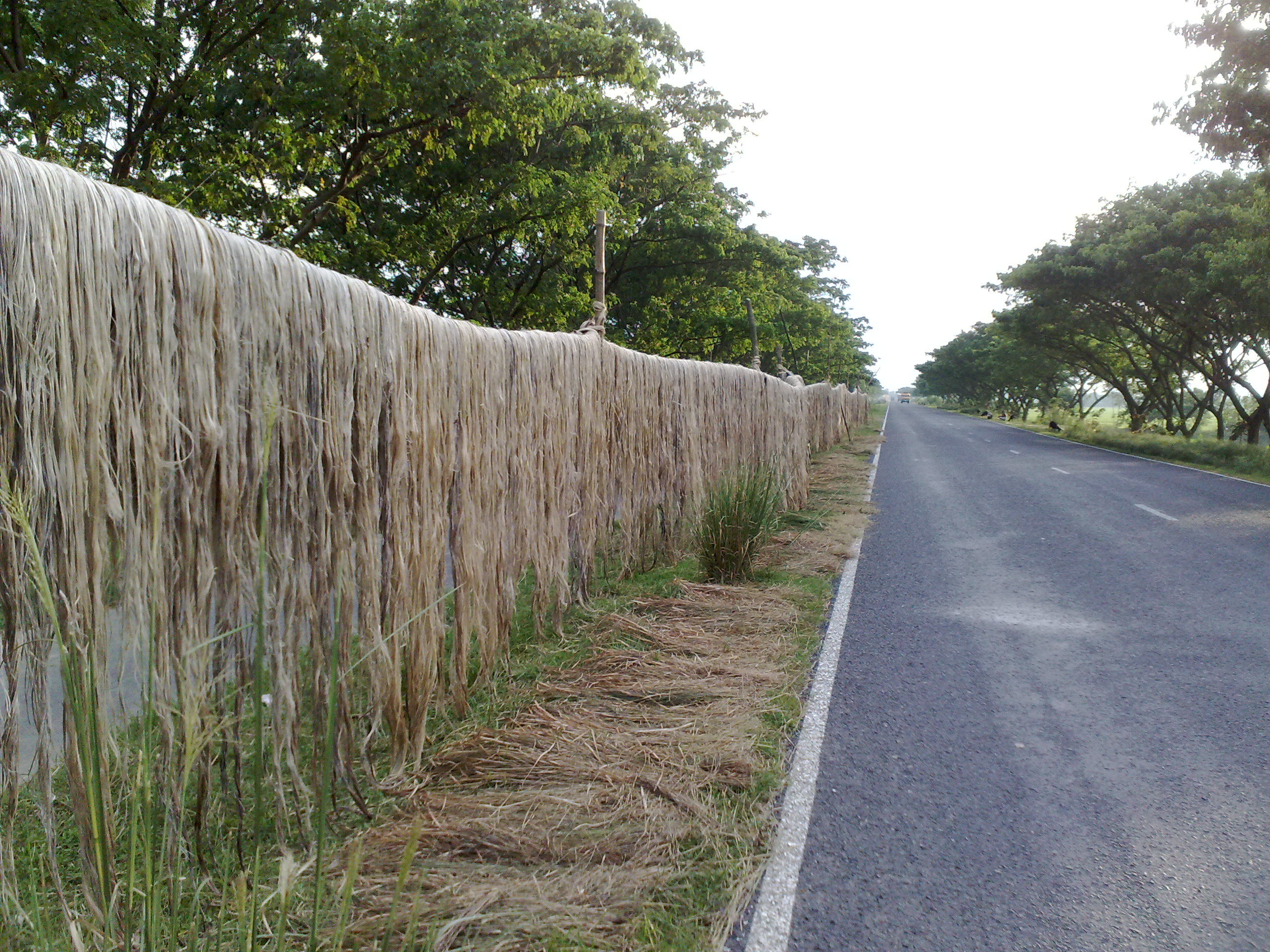
Jutaszálak száradnak az út mellett

A juta egy egyéves növény, amely a Corchorus családjába tartozik. 
A kereskedelemben és iparban ismert juta háncsrost, amely a növény szárában található. Elsődleges forrása a Corchorus olitorius, továbbá a Corchorus capsularis . Ezen lágy szárú növények átlagosan 3-4 méter magasra nőnek, és főleg Ázsiában, mindenekelőtt az indiai szubkontinensen nagyban termesztik őket. A juta rostszála a pamut után a legnagyobb mennyiségben termesztett szálasanyag.
A kereskedelemben és az iparban a Corchorus olitorius → "tossa juta", míg a Corchorus capsularis → "fehér juta" néven ismert. Indiában – amely a legnagyobb jutagyártó – mindkettőt rostnövényként is termesztik (kalkuttakender), s jelentőségük a 17. század óta egyre fokozódik. Napjainkban a világpiac rostnövényeinek élvonalában állnak.  Legfontosabb termőterületei a Gangesz és a Brahmaputra völgye.
Gazdaságilag a hengeres termésű C. capsularis a legjelentősebb, mert egyaránt jól tenyészik a nedves és kevésbé nedves termőhelyeken is. Ezzel szemben a lapos, gömbszerű termésű C. olitorius csupán az alacsonyabb hegyvidékeken termeszthető.

## Feldolgozása
A magról nevelt növények 4 hónap alatt nőnek meg 3 méter magasra. Rostnyerés céljából a növény szárait a mag érése előtt levágják, leveleitől megtisztítják s néhány napig vízben áztatják, mert ekkor háncsa könnyen leválik. A háncsot a fás részekről kézi munkával lenyúzzák, de nem vetik alá a törésnek.  A rostot ezután szárítják, osztályozzák és bálázzák, majd a feldolgozó üzemekbe szállítják. A juta a kereskedelemben összesajtolt csomagokban fordul elő, ezért elsősorban lazítás céljából hengerpárokon bocsátják át és különféle anyagok hozzáadásával (olaj, víz, emulgeálószerek) puhítják. A folyamat kártolásból, nyújtásból, előfonásból és fonásból áll.

## Felhasználása
Főleg zsákokat és csomagolóvásznakat állítanak elő belőle. A nyers juta kivitele Indiából a 18. század végén kezdődött. Kezdetben a rostját főleg kötelek készítésére használták.
Az előállítás munkáját mindig rosszul fizették, így a juta világpiaci ára alacsony maradt, ezért versenyképes. A jutából leginkább zsákot, csomagoló textíliákat készítenek és egészen különleges szerepet játszik az abroncsgyártásban. Ugyanis a belőle készült erős kordszövetre dolgozzák rá a kaucsukot, s a kemény textilalap biztosítja az abroncs szilárdságát. Zsinórokat és durva köteleket is készítenek belőle. Minthogy a jutából fonalat lehet készíteni, így gyakran keverik finom textilanyagokba is, szilárdítás céljából.  Felhasználják továbbá csőszigetelésre, kábelburkolásra, kátránylemezek előállítására is.
| ország      | termesztés (tonna) |
| ----------- | ------------------ |
| India       | 1,968,000          |
| Banglades   | 1,349,000          |
| Kína        | 29,628             |
| Üzbegisztán | 20,000             |
| Nepál       | 14,890             |
| Világ       | 3,393,248          |

## Kapcsolódó szócikk
- Szálasanyagok